# Волейбол на летних Олимпийских играх 1964 (квалификация)

## Мужчины
Квалификация волейбольного турнира Игр XVIII Олимпиады среди мужчин прошла в 1963—1964 годах в рамках трёх турниров среди команд Западной Европы, Азии и Африки. Были разыграны три путёвки на Олимпийские игры.
От квалификации освобождены 7 сборных:
Япония — хозяин Олимпиады;
СССР — чемпион мира 1962 года;
Чехословакия — по итогам чемпионата мира 1962 года (серебряный призёр);
Румыния — по итогам чемпионата мира 1962 года (бронзовый призёр);
Венгрия — по итогам чемпионата Европы 1963 года (серебряный призёр);
Бразилия — победитель Панамериканских игр 1963 года;
США — по итогам Панамериканских игр 1963 года (серебряный призёр).

### Западноевропейская квалификация
В январе 1964 года во Франции должен был состояться олимпийский квалификационный турнир с участием четырёх лучших команд Западной Европы по итогам чемпионата Европы 1963 года — Франции, Турции, Италии и Нидерландов. Однако после отказа Франции и Турции путёвку на Олимпийские игры было решено разыграть в единственном матче между сборными Италии и Нидерландов. Игра прошла 25 января 1964 года в Брюсселе, со счётом 3:2 (12:15, 15:10, 15:13, 6:15, 15:10) победу одержала сборная Нидерландов. 

### Азиатская квалификация
Олимпийский квалификационный турнир стран Азии прошёл 22—30 декабря 1963 года в Дели (Индия).

#### Команды-участницы
Израиль, Индия, Иран, КНДР, Пакистан, Филиппины, Южная Корея.
От участия отказались первоначально заявленные Монголия и Цейлон.

#### Результаты
| М | Команда     | 1   | 2   | 3   | 4   | 5   | 6   | 7   | И | В | П | С/П   | О  |
| - | ----------- | --- | --- | --- | --- | --- | --- | --- | - | - | - | ----- | -- |
| 1 | Южная Корея |     | 3:2 | 3:0 | 3:1 | 3:0 | 3:1 | 3:0 | 6 | 6 | 0 | 18:4  | 12 |
| 2 | КНДР        | 2:3 |     | 3:1 | 3:2 | 3:0 | 3:1 | 3:0 | 6 | 5 | 1 | 17:7  | 11 |
| 3 | Индия       | 0:3 | 1:3 |     | 3:0 | 3:2 | 3:2 | 3:0 | 6 | 4 | 2 | 13:10 | 10 |
| 4 | Израиль     | 1:3 | 2:3 | 0:3 |     | 3:2 | 3:0 | 3:0 | 6 | 3 | 3 | 12:11 | 9  |
| 5 | Иран        | 0:3 | 0:3 | 2:3 | 2:3 |     | 3:0 | 3:- | 6 | 2 | 4 | 10:12 | 8  |
| 6 | Пакистан    | 1:3 | 1:3 | 2:3 | 0:3 | 0:3 |     | 3:1 | 6 | 1 | 5 | 7:16  | 7  |
| 7 | Филиппины   | 0:3 | 0:3 | 0:3 | 0:3 | -:3 | 1:3 |     | 6 | 0 | 6 | 1:18  | 6  |

22 декабря: Южная Корея — КНДР 3:2 (7:15, 15:7, 12:15, 15:12, 15:3); Иран — Филиппины 3:-.
23 декабря: Индия — Филиппины 3:0 (15:3, 15:8, 15:7); Южная Корея — Иран 3:0 (15:13, 15:13, 15:6); Израиль — Пакистан 3:0 (15:8, 15:5, 15:13).
24 декабря: Индия — Израиль 3:0 (15:6, 15:13, 15:11); КНДР — Иран 3:0 (15:8, 15:7, 15:5); Пакистан — Филиппины 3:1 (15:5, 10:15, 15:2, 15:9).
25 декабря: Южная Корея — Индия 3:0 (15:2, 15:10, 15:2); КНДР — Пакистан 3:1 (14:16, 15:8, 15:13, 17:15); Израиль — Филиппины 3:0 (15:7, 15:9, 16:14).
26 декабря: КНДР — Индия 3:1 (15:11, 15:9, 13:15, 15:7); Южная Корея — Пакистан 3:1 (15:10, 15:10, 5:15, 15:3); Израиль — Иран 3:2 (15:9, 14:16, 12:15, 15:10, 15:9).
27 декабря: Южная Корея — Израиль 3:1 (15:10, 10:15, 15:10, 16:14); КНДР — Филиппины 3:0 (15:5, 15:6, 15:5); Иран — Пакистан 3:0 (16:14, 15:12, 15:13).
28 декабря: Южная Корея — Филиппины 3:0 (15:3, 15:2, 18:16); Индия — Иран 3:2 (11:15, 10:15, 15:8, 15:4, 15:13); КНДР — Израиль 3:2 (7:15, 15:11, 15:12, 13:15, 15:7).
30 декабря: Индия — Пакистан 3:2 (13:15, 15:9, 11:15, 15:7, 15:9).

#### Итоги
По итогам азиатской квалификации путёвку на Олимпийские игры 1964 года выиграла Южная Корея.

### Африканская квалификация
Олимпийский квалификационный турнир стран Африки прошёл 26 декабря 1963 года в Александрии (ОАР).

#### Команды-участницы
Алжир, ОАР.

#### Результаты
| М | Команда | 1   | 2   | И | В | П | С/П | О |
| - | ------- | --- | --- | - | - | - | --- | - |
| 1 | ОАР     |     | 3:1 | 1 | 1 | 0 | 3:1 | 2 |
| 2 | Алжир   | 1:3 |     | 1 | 0 | 1 | 1:3 | 1 |

26 декабря: ОАР — Алжир 3:1 (15:2, 13:15, 15:2, 15:3).

#### Итоги
По итогам африканской квалификации путёвку на Олимпийские игры 1964 года выиграла ОАР.
В 1964 году сборная ОАР отказалась от участия в олимпийском волейбольном турнире. Вакантную путёвку получила Болгария.

## Женщины
Квалификация волейбольного турнира Игр XVIII Олимпиады среди женщин прошла с 22 по 30 декабря 1963 года в Дели (Индия) среди команд Азии. Была разыграна одна путёвка на Олимпийские игры.
От квалификации освобождены 5 сборных:
Япония — хозяин Олимпиады;
СССР — по итогам чемпионата мира 1962 года (серебряный призёр);
Польша — по итогам чемпионата мира 1962 года (бронзовый призёр);
Румыния — по итогам чемпионата Европы 1963 года (бронзовый призёр);
Бразилия — победитель Панамериканских игр 1963 года.

### Азиатская квалификация

#### Команды-участницы
Индия, Иран, КНДР, Филиппины, Южная Корея.
От участия отказались первоначально заявленные Монголия и Цейлон.

#### Результаты
| М | Команда     | 1   | 2   | 3   | 4   | 5   | И | В | П | С/П  | О |
| - | ----------- | --- | --- | --- | --- | --- | - | - | - | ---- | - |
| 1 | КНДР        |     | 3:0 | 3:0 | 3:0 | 3:0 | 4 | 4 | 0 | 12:0 | 8 |
| 2 | Южная Корея | 0:3 |     | 3:0 | 3:0 | 3:0 | 4 | 3 | 1 | 9:3  | 7 |
| 3 | Филиппины   | 0:3 | 0:3 |     | 3:1 | 3:0 | 4 | 2 | 2 | 6:7  | 6 |
| 4 | Иран        | 0:3 | 0:3 | 1:3 |     | 3:0 | 4 | 1 | 3 | 4:9  | 5 |
| 5 | Индия       | 0:3 | 0:3 | 0:3 | 0:3 |     | 4 | 0 | 4 | 0:12 | 4 |

22 декабря: Южная Корея — Иран 3:0 (15:6, 15:4, 15:1).
23 декабря: Южная Корея — Филиппины 3:0; КНДР — Индия 3:0 (15:0, 15:1, 15:1).
24 декабря: Филиппины — Индия 3:0 (15:11, 15:8, 15:4).
25 декабря: Филиппины — Иран 3:1 (15:10, 12:15, 15:10, 17:15).
26 декабря: КНДР — Южная Корея 3:0 (15:13, 15:12, 15:7).
27 декабря: Иран — Индия 3:0 (15:2, 15:9, 16:14).
28 декабря: Южная Корея — Индия 3:0 (15:0, 15:0, 15:1); КНДР — Филиппины 3:0 (15:0, 15:6, 15:1).
30 декабря: КНДР — Иран 3:0.

#### Итоги
По итогам азиатской квалификации путёвку на Олимпийские игры 1964 года выиграла КНДР, но позже отказалась от участия в олимпийском волейбольном турнире. Вакантную путёвку получила Южная Корея.